# Lucien Sedat
Lucien Sedat, (nacido el 6 de mayo de 1938) es un exjugador de baloncesto francés. Fue medalla de bronce con Francia en el Eurobasket de Turquía 1959 así como en el Campeonato de Europa de Baloncesto de 1961.